# Gilles Richer
Pour les articles homonymes, voir Richer.
Gilles Richer est un scénariste et réalisateur québécois né le 2 mai 1938 à Montréal (Canada), décédé le 9 mai 1999 à Montréal (Canada) de la maladie d'Alzheimer à l'âge de 61 ans, sept jours après son anniversaire. 

## Biographie
En 1971, il compose Mommy, Daddy avec le compositeur Marc Gélinas.

## Filmographie

### Comme Scénariste
- 1966 : Moi et l'autre (série télévisée)
- 1970 : Bye Bye 1970
- 1971 : Tiens-toi bien après les oreilles à Papa
- 1973 : Quand c'est parti, c'est parti (J'ai mon voyage!)
- 1975 : Tout feu, tout femme
- 1976 : Chère Isabelle (série télévisée)
- 1983 : Poivre et Sel (série télévisée)

### Comme Réalisateur
- 1975 : Tout feu, tout femme

## Anecdotes
Il est le père de l'actrice Isabel Richer.